# Hermann Künne
Hermann Künne (* 12. Dezember 1897 in Wierthe; † 23. April 1918 in Zeebrügge) war ein deutscher Matrose vom Torpedoboot S 53, der zu dem Zeitpunkt in Flandern stationierten III. Torpedoboot-Flottille.
Künne fiel bei der Verteidigung der Molenbatterie von Seebrügge am 23. April 1918 während des Überfalls auf Seebrügge und Ostende. Er tötete hierbei einen Führungsoffizier, vermutlich Frank Arthur Brock (1888–1918), des Landungskorps des Kreuzers Vindictive mit seinem Bordmesser und starb im darauffolgenden Handgemenge. Diese Tat trug wesentlich dazu bei, die Eroberung der wichtigen Molenbatterie zu verhindern, und ist letztlich ein Grund für das Scheitern des britischen Angriffs auf Seebrügge.
Die Kriegsmarine benannte den Zerstörer Z 19 der Baureihe 1936 nach ihm.